# 16 dana aktivizma
16 dana aktivizma je svetska kampanja koja počinje 25. novembra Međunarodnim danom borbe protiv nasilja nad ženama i završava 10. decembra Međunarodnim danom ljudskih prava.
Kampanja je nastala u okviru Centra za žensko globalno liderstvo na Univerzitetu Ratgers 1991. godine, kao godišnja akcija koja zahteva ukidanja svih vrsta nasilja nad ženama.
Od tada, kampanju je širom sveta obeležilo preko 5000 organizacija u više od 180 zemalja.
Kampanja "16 dana" obuhvata i pet važnih međunarodnih datuma koja povezuju žene, nasilje i ljudska prava:
- 25. novembar - Međunarodni dan borbe protiv nasilja nad ženama
- 1. decembar - Svetski dan borbe protiv AIDS-a
- 3. decembar - Međunarodni dan osoba sa invaliditetima
- 6. decembar - Godišnjica Montrealskog masakra
- 10. decembar - Međunarodni dan ljudskih prava

Ciljevi kampanje su:
- podizanje svesti o rodno zasnovanom nasilju kao problemu ljudskih prava na lokalnim, nacionalnim, regionalnim i internacionalnim nivoima
- jačanje lokalnog rada na sprečavanju nasilja nad ženama
- stvaranje jasne veze između lokalnih i internacionalnih napora da se nasilje nad ženama zaustavi
- iskazivanje solidarnosti sa ženama širom sveta koje su organizovane protiv nasilja nad ženama
- stvaranje alata kojima bi se pritisnule lokalne vlade da primene obećanja koja daju u vezi sa zaustavljanjem nasilja nad ženama.

## Nasilje nad ženama
Prema Deklaraciji o zaustavljanju nasilja nad ženama Ujedinjenih nacija, nasilje nad ženama se definiše kao manifestacija istorijski nejednakog odnosa moći između muškaraca i žena. Takođe, nasilje nad ženama predstavlja jedan od osnovnih društvenih mehanizama uz pomoć kojih su žene primorane na položaj podređenosti prema muškarcima.

## 16 dana aktivizma u Srbiji
Kampanja 16 dana odvija se i u Srbiji. Različite vrste institucionalnih, uličnih, umetničkih i predavačkih aktivnosti sprovode se u nekoliko gradova u zemlji.

## Spoljašnje veze
Sajt Centra za globalno žensko liderstvo, pristupljeno 01.12.2014.